# Episodi di Killjoys (seconda stagione)
La seconda stagione della serie televisiva Killjoys è stata trasmessa in Canada su Space dal 1º luglio al 2 settembre 2016.
In Italia, la stagione è stata interamente pubblicata su Netflix il 1º luglio 2018.
| n° | Titolo originale                         | Titolo italiano                              | Prima TV Canada  | Pubblicazione Italia |
| -- | ---------------------------------------- | -------------------------------------------- | ---------------- | -------------------- |
| 1  | Dutch and the Real Girl                  | Dutch e una ragazza tutta sua                | 1º luglio 2016   | 1º luglio 2018       |
| 2  | Wild, Wild Westerley                     | Selvaggia Westerley                          | 8 luglio 2016    | 1º luglio 2018       |
| 3  | Shaft                                    | La galleria                                  | 15 luglio 2016   | 1º luglio 2018       |
| 4  | Schooled                                 | Giovani prodigi                              | 22 luglio 2016   | 1º luglio 2018       |
| 5  | Meet the Parents                         | Ti presento i miei                           | 29 luglio 2016   | 1º luglio 2018       |
| 6  | I Love Lucy                              | Lucy ed io                                   | 5 agosto 2016    | 1º luglio 2018       |
| 7  | Heart-Shaped Box                         | Una scatola a forma di cuore                 | 12 agosto 2016   | 1º luglio 2018       |
| 8  | Full Metal Monk                          | Il monaco                                    | 19 agosto 2016   | 1º luglio 2018       |
| 9  | Johnny Be Good                           | Johnny, sii buono                            | 26 agosto 2016   | 1º luglio 2018       |
| 10 | How to Kill Friends and Influence People | Come trattare gli altri e uccidere gli amici | 2 settembre 2016 | 1º luglio 2018       |